# Cardinalis
Cardinalis, rod ptica iz vlastite porodice kardinala (Cardinalidae). Nekada je bila uključivana kao potporodica u porodicu strnadica (Emberizidae). Ove ptice žive po Sjevernoj, Srednjoj i Južnoj Americi, i ima tri predstavnika, to su: crveni (Cardinalis cardinalis) i rozi kardinal (Cardinalis sinuatus) u Sjevernoj i Srednjoj Americi, i treća vrsta je Cardinalis phoeniceus iz Venezuele, Kolumbije i otoka Isla Margarita. Ova posljednja vrsta nema hrvatskog imena, a engleski se naziva skarletni kardinal (vermilion cardinal).